# Houssem Haj Mabrouk
Houssem Haj Mabrouk, né le 8 décembre 1990, est un footballeur tunisien évoluant au poste de défenseur gauche. 

## Biographie

### Convocation à la CAN 2013
Il est appelé en renfort par le sélectionneur national Sami Trabelsi pour remplacer Fatah Gharbi qui a dû déclarer forfait à la dernière minute pour la coupe d'Afrique des nations 2013. Après avoir rejoint les joueurs en Afrique du Sud, il ne dispute aucune minute de la compétition et voit son équipe se faire sortir dès le premier tour.

### Transfert
Auteur d'un geste anti-sportif envers le public lors de la rencontre disputée par son équipe face au Club sportif de Hammam Lif, dans le cadre de la 29e journée du championnat 2015-2016, il se voit geler ses activités par la direction du club. Une semaine plus tard, il signe un contrat de deux saisons avec le Stade gabésien.

## Carrière
- juillet 2009-juillet 2016 : Club athlétique bizertin (Tunisie)
- juillet 2016-juillet 2018 : Stade gabésien (Tunisie)
- septembre 2019-janvier 2020 : Stade africain de Menzel Bourguiba (Tunisie)